# Hexatoma (Hexatoma) schmidiana
Hexatoma (Hexatoma) schmidiana is een tweevleugelige uit de familie steltmuggen (Limoniidae). De soort komt voor in het Oriëntaals gebied.